# 레파트 추바로우
레파트 압두라흐만 오글루 추바로우(크림 타타르어: Рефат Абдурахман огълу Чубаров, 1957년 9월 22일-)는 크림의 정치인이자 공인으로, 우크라이나 및 전 세계의 크림 타타르인 민족 운동 지도자이다.

## 생애
추바로우는 1957년 9월 22일 사마르칸트, 우즈베크 SSR에서 크림 타타르인 압두라만 세이타산 오글루 추바로우(1931–2014)의 아들로 태어났다. 그의 아버지는 1944년 소련 당국에 의해 고향인 아이 세레즈 마을(현재 미즈흐리치아)에서 강제 이주되었다. 1968년, 추바로우 가족은 귀환이 허용되었지만, 크림 남부 해안으로는 갈 수 없었고, 따라서 가족은 프리빌네(크라스노페레콥스크 라이온)에 정착했다.
1983년 추바로우는 모스크바 국립 역사-기록 연구소를 졸업했다. 졸업 후 1990년 9월까지 그는 리가에 있는 라트비아 SSR 10월 혁명 및 사회주의 건설 중앙 국립 문서 보관소에서 근무했다. 1989년부터 1991년까지 추바로우는 리가 시의회에서 라트비아 인민전선 파벌의 일원으로 지역 대표를 지냈는데, 이 파벌은 소련으로부터의 라트비아 독립을 지지했다.
2013년 11월부터 그는 크림 타타르인 협의회의 의장을 맡았다. 그는 1995년부터 1998년까지 크림 최고 의회 부의장을 지냈고, 1998년부터 2007년까지 우크라이나 인민대표를 지냈다. 그는 또한 2009년부터 세계 크림 타타르인 의회 의장을 지냈다. 2014년에 그는 크림 지위 주민투표를 "서커스"라고 불렀고, 또한 "외국 군대와 함께하는 불법 정부의 비극"이라고 말했다. 주민투표 후 러시아는 2014년 3월 18일에 크림을 합병했다.
2014년 6월, 추바로우는 2014년 9월 크림 의회 선거를 보이콧하겠다고 맹세했다.
2015년 5월 15일부터 추바로우는 페트로 포로셴코 블록 소속으로 최고 라다(우크라이나 의회) 의원이었다. 그는 2014년 우크라이나 총선 당시 이 당의 선거 명부에서 71위에 올랐다.
2015년 11월, 러시아는 우크라이나의 요청으로 국제형사경찰기구 수배 목록에 추바로우를 올리려 했으나 실패했다. 러시아는 추바로우가 크림의 러시아로부터의 분리를 요구했다고 비난했다.
크림 타타르인 협의회는 "극단주의 단체"로 분류되어 2016년 4월 26일 크림 최고 법원에 의해 금지되었다.
추바로우는 7월 2019년 우크라이나 총선에 다시 참여했으며, 이번에는 힘과 명예 당 소속이었다. 이 당은 3.82%의 득표율을 얻었으며, 5%의 선거 문턱을 넘지 못해 의석을 얻지 못했다.